# Baktakék
Baktakék (hongrois : Baktakék [ˈbɒktɒkeːk]) est une localité hongroise située dans le comitat de Borsod-Abaúj-Zemplén.

## Site et localisation

### Topographie et hydrographie
Baktakék est la localité centrale du Cserehát. Elle se situe à environ 40 kilomètres au nord-est de Miskolc, dans la partie centrale de la vallée de Száraz. Le village s'étend partiellement sur un terrain vallonné. Le paysage du Cserehát fait partie de la chaîne de montagnes du Nord hongrois, s'insérant entre le massif karstique du nord de Borsod et la vallée du Hernád.
Parmi les nombreux petits ruisseaux qui se jettent dans le Hernád, le Vasonca traverse le territoire de la commune. La majorité des collines alentour est couverte de terres arables.

### Aires faunistiques et floristiques
La plante protégée la plus fréquente est l'onyx tubéreux (Ononis tuberosa). L'acacia, espèce allochtone dans la région, est également très répandu, tout comme les arbres isolés laissés debout dans les champs. Parmi les oiseaux de proie, la buse variable est un hôte régulier. Le chevreuil, le sanglier et le renard sont également courants, et de nombreuses espèces de papillons trouvent refuge dans ce milieu naturel.

## Histoire
Le village de Baktakék résulte de la réunion de deux anciennes localités : Bakta et Kék (autrefois appelée Szárazkék). Le nom Bakta est d'origine slave et proviendrait d'un anthroponyme, tandis que Kék a longtemps été connu sous le nom de Kéty, une appellation dont l'origine reste incertaine.
Les deux localités étaient situées dans la vallée du Vasonca, un ruisseau qui traverse encore aujourd'hui le territoire de Baktakék. La première mention de Kéty date de 1272, à une époque où le village appartenait au domaine royal. Bakta est également mentionné en 1272, lorsque le roi Étienne V fit don d'une partie du village à deux serviteurs royaux, István et Csóka.
À l'époque moderne, les deux villages restent distincts mais connaissent des évolutions parallèles, notamment sous l'effet des guerres ottomanes. Plusieurs familles nobles se partagent les terres : les familles Baktai, Szemere, Fuló, entre autres. Un régime de copropriété (conpossessoratus) caractérise la possession des terres au XVIe siècle.
Au XVIIe siècle, Bakta conserve un noyau de population stable malgré les ravages de la guerre et des épidémies. En 1640, les villages voisins – dont Bakta – sont victimes de pillages ottomans, entraînant un déclin démographique et économique. En revanche, Kéty devient progressivement une zone dépeuplée (puszta).
Bakta joue un rôle actif dans la Réforme protestante. Une communauté calviniste s'y implante dès la fin du XVIe siècle. Plusieurs pasteurs sont mentionnés dans les registres ecclésiastiques.

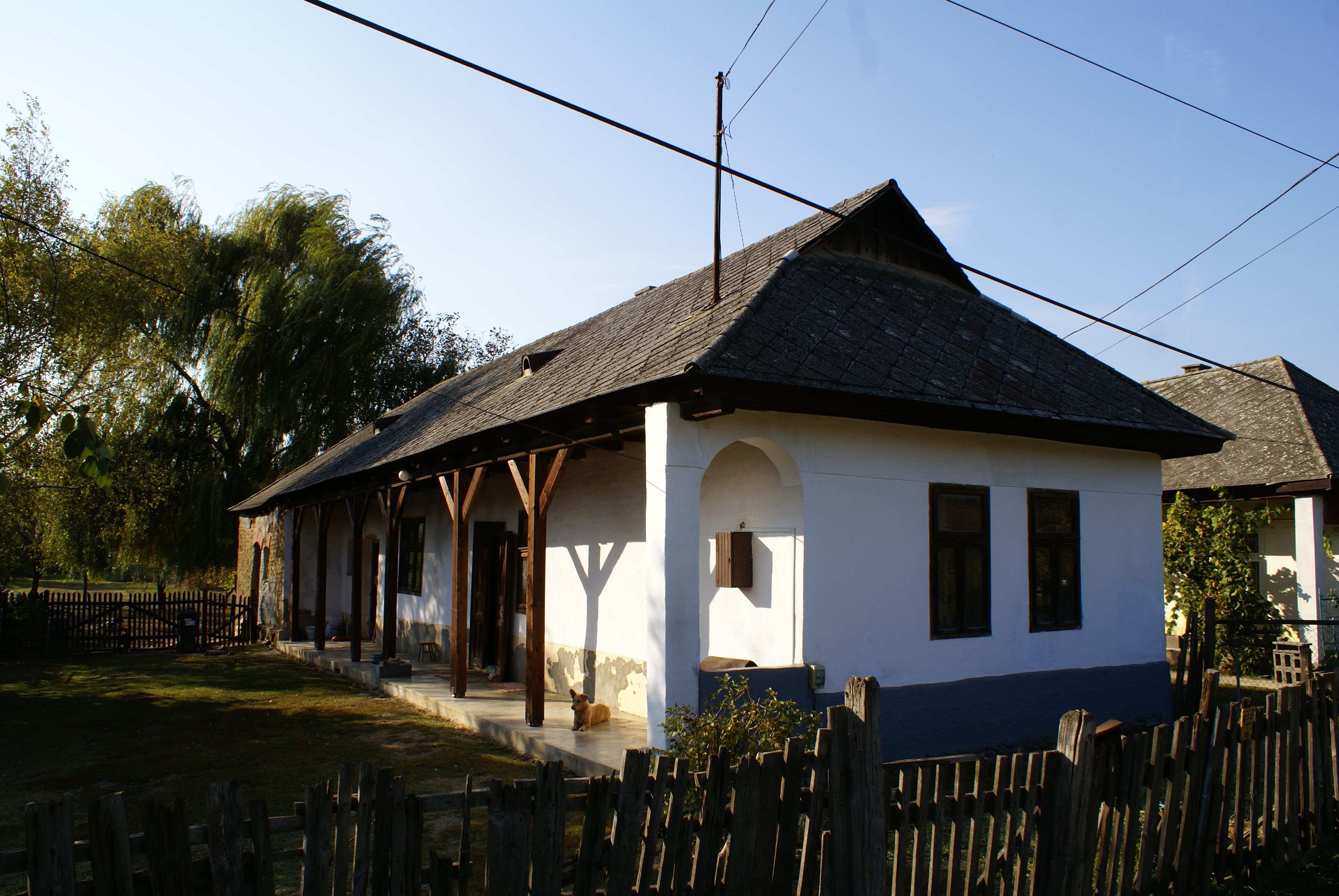
Maison traditionnelle.

Le XVIIIe siècle marque un tournant. Selon le recensement de 1785, Bakta compte 537 habitants, contre 313 pour Kéty. Bakta présente une composition religieuse mixte : protestants, catholiques romains, grecs-catholiques, luthériens, et une importante communauté juive dotée d'une synagogue. Kéty, quant à lui, est réinvesti par des Ruthènes grecs-catholiques à partir de 1734.
Au XIXe siècle, la démographie de Bakta dépasse 600 habitants, contre environ 300 pour Kéty. Les différences sociales et agricoles se creusent entre les deux villages. À Bakta, on trouve de grands domaines fonciers et une petite noblesse rurale. À Kéty, la terre est majoritairement cultivée par une population paysanne homogène.
Les deux localités sont réunies en 1950 sous le nom de Bakta, renommée Baktakék en 1951.

## Population

### Minorités culturelles et religieuses
En 2001, la population de la commune se composait à 75 % de Hongrois et à 25 % de personnes d'ethnie rom. Une personne s'était également déclarée d'origine slovaque.
Lors du recensement de 2011, 99,7 % des habitants se déclarèrent Hongrois et 40,4 % Roms. (Les réponses multiples étant autorisées, la somme des pourcentages peut dépasser 100 %; 0,3 % des répondants n'ont pas déclaré de nationalité.) La répartition religieuse était la suivante : 18 % catholiques romains, 24,7 % réformés, 30,6 % catholiques grecs, 8,9 % sans confession, tandis que 16,7 % ne se sont pas prononcés.
En 2022, 94,1 % de la population se déclara Hongroise, 34,8 % d'origine rom, 0,5 % ruthène, 0,4 % allemande, et 0,1 % bulgare, slovaque ou slovène respectivement. En outre, 1,1 % se déclarèrent appartenir à une nationalité étrangère autre que celles énumérées, tandis que 5,9 % ne répondirent pas. Là encore, les identités multiples expliquent que le total puisse excéder 100 %.
Sur le plan religieux, 13,5 % des habitants se disaient catholiques romains, 15,5 % réformés, 47,4 % catholiques grecs, 0,9 % évangéliques et 0,1 % chrétiens d'autres confessions. 4 % se déclaraient sans religion, et 18,6 % ne répondirent pas à la question.

## Équipements

### Éducation
On ne dispose pratiquement d'aucune information sur l'école élémentaire grecque-catholique de Szárazkék, contrairement à l'école réformée de Baktakék. Cette dernière bénéficia d'un nouveau bâtiment en 1898 et comptait 101 élèves en 1904. En 1914, elle fut transformée en école à deux salles de classe selon les plans de l'instituteur István Fidler, et le nombre d'enseignants fut alors porté à deux. Cette même année, Erzsébet Nagy devint la première femme enseignante. En raison des difficultés économiques provoquées par la Première Guerre mondiale, des frais de scolarité furent introduits en 1919, tout comme une augmentation des frais d'inscription.
Les difficultés s'aggravèrent en 1923, lorsque les deux postes d'enseignants furent vacants. En raison de la baisse du nombre d'élèves, seul le poste d'instituteur fut pourvu. Il fallut attendre 1927 pour que deux enseignants soient de nouveau en fonction, mais l'établissement resta dépendant d'une aide financière régulière. Une loi de 1940 imposa l'instauration d'un enseignement primaire en huit classes, mais cette réforme ne put être appliquée à Baktakék qu'après la Seconde Guerre mondiale.
Parmi les rares élèves ayant poursuivi leurs études après l'école élémentaire, certains fréquentaient des établissements à Kassa (actuelle Košice) avant le traité de Trianon, puis à Miskolc par la suite. En 1941, ils n'étaient que huit à Baktakék et Szárazkék, dont quatre achevèrent des études universitaires. Les perspectives se détériorèrent encore durant la guerre, et les écoles confessionnelles furent finalement nationalisées.
Après la guerre, l'enseignement reprit avec deux instituteurs à Baktakék et un à Szárazkék. À partir de septembre 1950, l'enseignement fut réparti entre les deux établissements : seules les quatre premières classes étaient assurées à Szárazkék, tandis que Baktakék proposait l'enseignement complet jusqu'à la huitième année. Dès lors, l'établissement connut un développement régulier, le nombre d'enseignants augmenta et une nouvelle école de cinq salles fut construite en 1961, avant d'être agrandie de quatre salles supplémentaires. Le bâtiment de Szárazkék fut transformé en logement de fonction pour enseignants, tandis que l'école de Baktakék devint une école de secteur accueillant les enfants de sept villages environnants.
Le premier directeur, László Dienes, exerça de 1948 à 1987. L'effectif atteignit son maximum en 1965/1966 avec 346 élèves. Au moment de la transition démocratique de 1990/1991, ce chiffre n'était plus que de 166.
De nos jours, l'école élémentaire intercommunale de Baktakék, qui couvre les huit niveaux du primaire, fonctionne avec un seul établissement annexe situé à Csenyéte, où seuls les premiers niveaux (cycle inférieur) sont assurés. Pour l'année scolaire 2020/2021, les deux implantations accueillaient ensemble 309 élèves.

### Réseaux extra-urbains
La commune est desservie par plusieurs axes routiers. Du nord au sud, parallèlement à la vallée de Száraz , la route principale 3 est relayée localement par la route secondaire 2624, qui relie la section de Kázsmárk jusqu'à la frontière avec la Slovaquie. Depuis son point kilométrique 13+750, la route 2625 se détache vers l'est en direction de Forró, en passant par Fancsal. À l'ouest, la route 2623 se connecte à la 2624 au kilomètre 14+350 et mène à Abaújszolnok.
La commune est traversée par le sentier bleu de Hongrie, le chemin de grande randonnée national.

## Patrimoine local

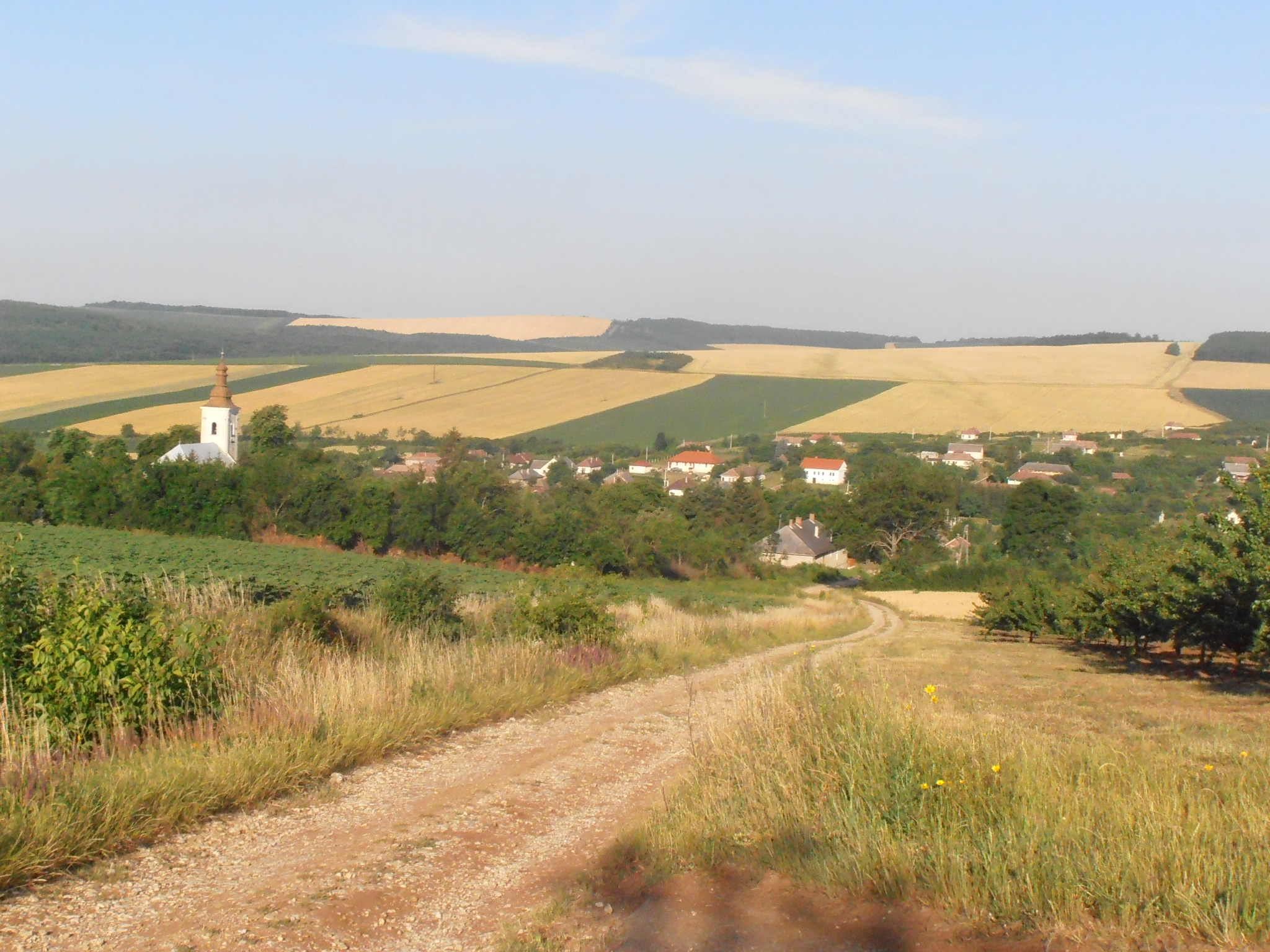
Panorama de Baktakék.

Le principal monument de Baktakék est l'église grecque-catholique de Szárazkék, construite entre 1816 et 1820 dans un style baroque tardif. L'édifice conserve un ensemble remarquable d'icônes et de croix processionnelles datant des XVIIe et XVIIIe siècles, originaires de Galicie. L'église est toujours en activité, et accueille ponctuellement des offices catholiques romains.
L'ancien temple réformé de Bakta, de fondation médiévale, fut réutilisé dès le XVIe siècle par la communauté protestante locale. Bien que reconstruit à plusieurs reprises, il a conservé sa fonction religieuse jusqu'à l'époque moderne. En 1695, une coupe de communion y fut offerte, et une cloche fondue à la même époque témoigne de la vitalité du culte réformé dans le village. L'église actuelle est érigée sur ce même emplacement.

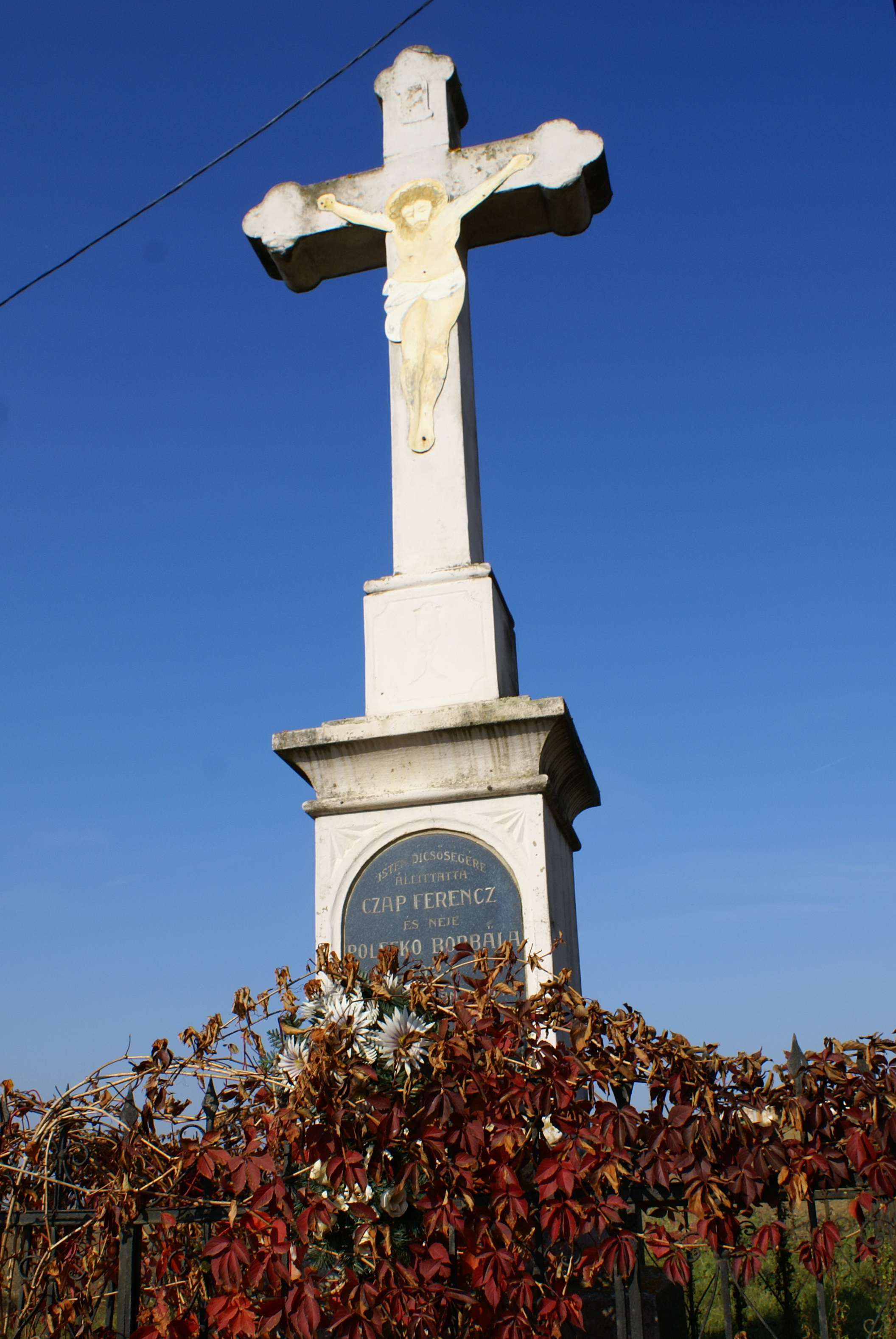
Croix funéraire érigée par la famille Czap.

Parmi les autres éléments du patrimoine figurent plusieurs croix votives et monuments funéraires en pierre, dont un calvaire érigé par la famille Czap. Les deux monuments aux morts, intégrés dans les murs des églises réformée (à Baktakék) et grecque-catholique (à Szárazkék), rendent hommage aux habitants tombés pendant les deux guerres mondiales.

## Personnalités liées à la localité
János Dienes (1884–1962), peintre originaire de Baktakék, a reçu le prix Munkácsy en 1953. Il s'installa à Debrecen pendant la Première Guerre mondiale et y vécut jusqu'à sa mort.
Ferenc Szigethy (1892–1969), pasteur et poète, fut le dernier ministre commun des paroisses réformées de Bakta et Abaújdevecser entre 1943 et 1950. Il est l'auteur de plusieurs recueils de poésie, notamment Tábori posta (1916), Nehéz idők (1920), Vidéki versek (1925), Szavalókönyv (1926), Ezüstharangszó (1932), A lélek szól hozzátok (1939), et Levelek a harctérre katonafiamhoz (1942).
Miklós Petrássy (1886–1964), médecin né à Kéty, servit en tant que major-médecin dans la 2e armée hongroise pendant la Seconde Guerre mondiale. De retour au pays, il fut promu lieutenant-colonel puis nommé commandant de l'hôpital militaire de Miskolc, avant d'être élevé au grade de colonel. Écarté en 1946 pour raisons politiques, il retourna vivre dans son village natal, où il exerça comme médecin privé, mais fut bientôt contraint de quitter à nouveau Baktakék, étant considéré comme un élément socialement indésirable. Il fut nommé général à titre posthume en 1992.